# PFGE

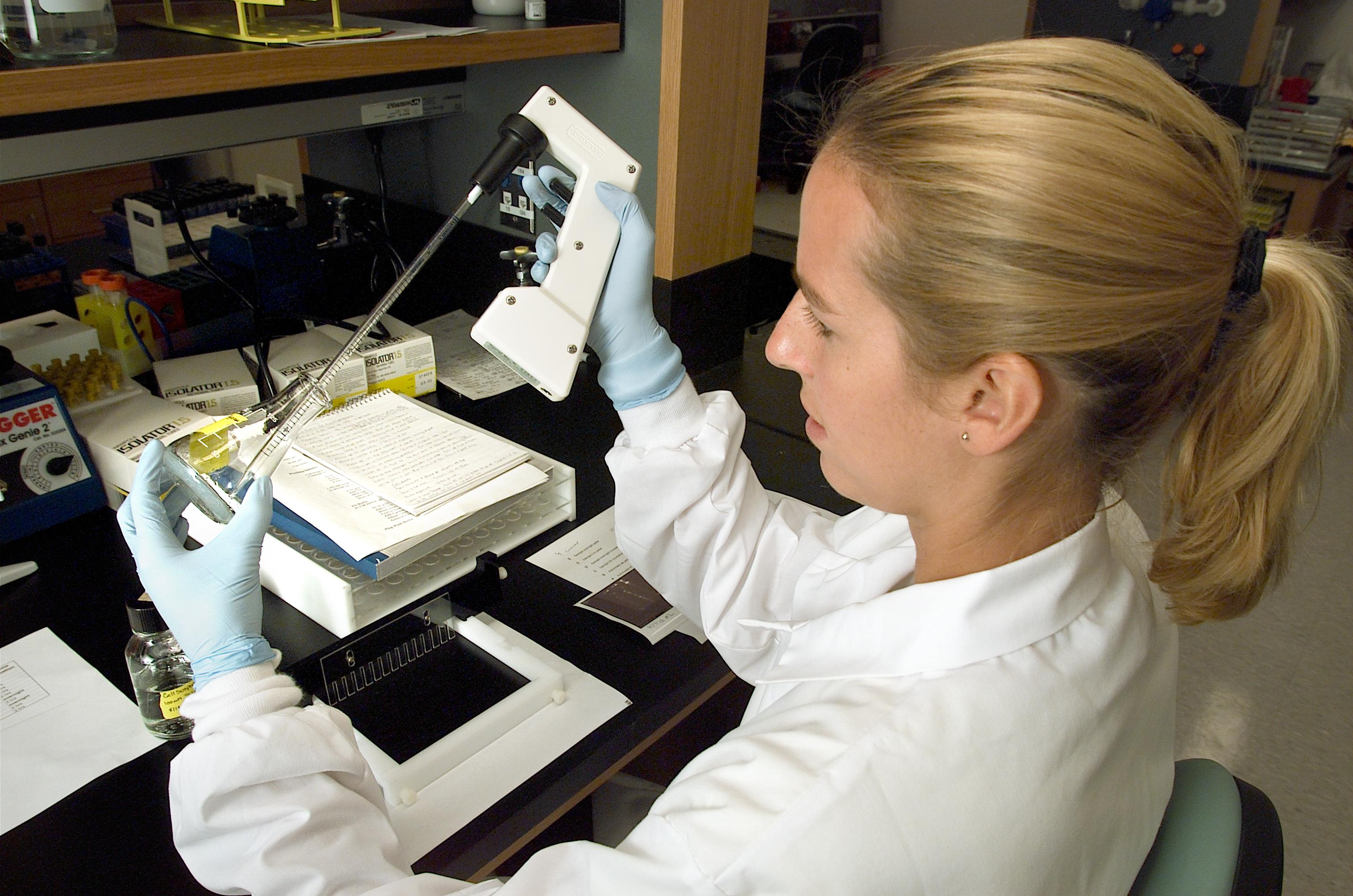
미생물학자가 세균 동정을 하기 위해 PFGE 실험을 수행하고 있다.

PFGE(Pulsed field gel electrophoresis, 펄스 필드 겔 전기 영동)은 '유전자 지문 분석법' 등으로도 불리며, 방향을 주기적으로 변화시키는 전기장을 겔 매트릭스에 적용함으로써 큰 DNA 분자의 분리에 사용되는 기술이다.

## 역사적 배경
DNA 분자 분리를 위한 표준 겔 전기 영동 기술은 분자 생물학 연구에 크게 기여했다. 그러나 큰 DNA 분자를 효과적으로 분리 할 수는 없었다. 겔을 통해 이동하는 15-20 kb보다 큰 DNA 분자는 본질적으로 크기에 의존하지 않고도 움직인다. 1984년 콜럼비아 대학교에서 데이빗 슈왈츠(David C. Schwartz)와 찰스 캔터(Charles Cantor)는 더 큰 분자의 분해능을 향상시키기 위해 교류 전압 구배를 도입하여 변형된 표준 프로토콜을 개발했다. 이 기술이 펄스 필드 겔 전기 영동(PFGE)으로 명명되었다. PFGE의 개발은 DNA 조각에 대한 분해능 범위를 2배 정도 확장했다.

## 절차

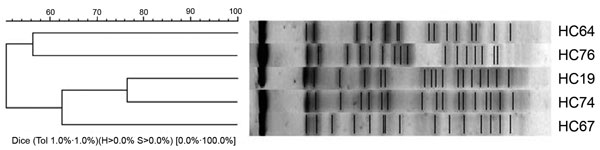
PFGE 유전자 지문검사한 대장균의 클러스터 분석 결과

이 기술의 절차는 전압을 한 방향으로 지속적으로 작동시키는 대신에, 전압을 주기적으로 3 방향으로 전환한다는 점을 제외하고는 표준 겔 전기 영동을 수행하는 것과 비교적 유사하다. 하나는 젤의 중심 축을 통과하고 다른 하나는 양쪽 60도 각도로 뻗어 있다. 펄스 시간은 각 방향에 대해 동일하므로 DNA가 순방향으로 이동한다. 매우 큰 분자 (최대 약 2Mb)의 경우 여러 시간에 걸쳐 각 방향의 펄스 시간을 증가시키는 스위칭 간격 램프를 사용할 수 있습니다. 예를 들어 펄스를 처음에는 10초 단위로 하다가 18시간 때는 60초 간격이 되게끔 할 수 있다.
이 절차는 분해되는 조각의 크기와 DNA가 젤을 통해 직선으로 움직이지 않기 때문에 정상적인 젤 전기 영동보다 시간이 오래 걸린다.

## 이론
일반적으로 작은 DNA조각은 큰 DNA 조각보다 젤 매트릭스를 통해 더 쉽게 길을 찾아 가지만,  임계치가 최대 30-50kb 정도로 존재하며, 더 큰 조각들은 같은 속도로 젤에서 진행하여 하나의 넓게 퍼진 밴드로 나타난다.
그러나, 필드 방향을 주기적으로 바꿔줌에 따라, 다양한 길이의 DNA가 다른 속도로 변화에 반응한다. 즉, 더 큰 조각의 DNA는 필드 방향이 변경될 때 전하를 다시 정렬하는 데 느리고 작은 조각은 빠를 것이다. 일관된 방향 변경을 통해 시간이 지남에 따라 각 밴드는 매우 큰 길이로 점점 더 분리된다. 따라서 PFGE를 사용하면 매우 큰 DNA 조각을 분리 할 수 있다.

## 응용
PFGE는 유전자형 분석 또는 유전자 지문분석에 사용될 수 있다. 병원성 유기체의 역학 연구에서 일반적으로 황금률(gold standard)로 간주된다. 서브타이핑(Subtyping)을 하면 리스테리아(Listeria monocytogenes) 균주를 쉽게 구별 할 수 있어 환경 또는 식품 분리주를 임상 감염과 연관지을 수 있다.

## 추가 자료
- 겔 전기 영동
- 비선형 frictiophoresis